# نانا (خواننده، متولد ۲۰۰۱)
نانا (به انگلیسی: Nana) با نام اصلی کوان نا-یون (به انگلیسی: Kwon Na-yeon) (زاده ۹ مارس ۲۰۰۱)خواننده و بازیگر اهل کره جنوبی است.